# Самюел Тинг
Самюел Тинг (丁肇中; на английски: Samuel Chao Chung Ting; пинин: Dīng Zhàozhōng) е китайско-американски физик, носител на Нобелова награда за физика за 1976 г., заедно с Бъртън Рихтер.

## Биография
Роден е в Ан Арбър, Мичиган, САЩ в семейство на китайски учени на 27 януари 1936 г. Скоро след раждането му заминават за Китай, после се установяват в Тайван. На 20-годишна възраст Самюел се връща в САЩ.
Следва в Мичиганския университет, където защитава и докторска дисертация през 1962 г. През 1963 г. започва работа в CERN, работи последователно в Колумбийския университет и Германския електронен синхротрон (DESY). От 1969 г. е професор в Масачузетския технологичен институт.
Тинг получава Нобеловата награда за откриването на J/ψ частицата, която той открива независимо от Бъртън Рихтер в националната лаборатория Брукхейвън. След решение на Конгреса на САЩ да се замрази проектът за колайдера SSC (Свръхпроводящия суперколайдър), той предлага проект за построяване на обсерватория за космически лъчи – магнитният спектрометър Алфа. Уредът, на стойност 1,5 милиарда долара, е монтиран на Международната космическа станция на 19 май 2011 г.